# Lelesd
Lelesd (Lelești) egy település Romániában, a Partiumban, Bihar megyében.

## Fekvése
A Bihar-hegység alatt, Belényestől délkeletre, a Fekete-Körös közelében, Bontesd északi szomszédjában fekvő zsákfalu.

## Története
Lelesd nevét 1588-ban említette először oklevél Lalesth írásmóddal. 1600-ban Leleztyen, 1692-ben Lelisty, 1808-ban Lelesd, 1913-ban Lelesd alakban írták. Az 1800-as évek elején a falu a váradi püspök birtokai közé tartozott.
1851-ben Fényes Elek írta A faluról:
Bihar vármegyében, 345 óhitü lakossal, anyatemplommal. Birja a váradi görög püspök.
1910-ben 478 lakosából 9 magyar, 469 román volt. Ebből 469 görögkeleti ortodox, 9 izraelita volt.
A trianoni békeszerződés előtt Bihar vármegye Belényesi járásához tartozott.

## Nevezetességek

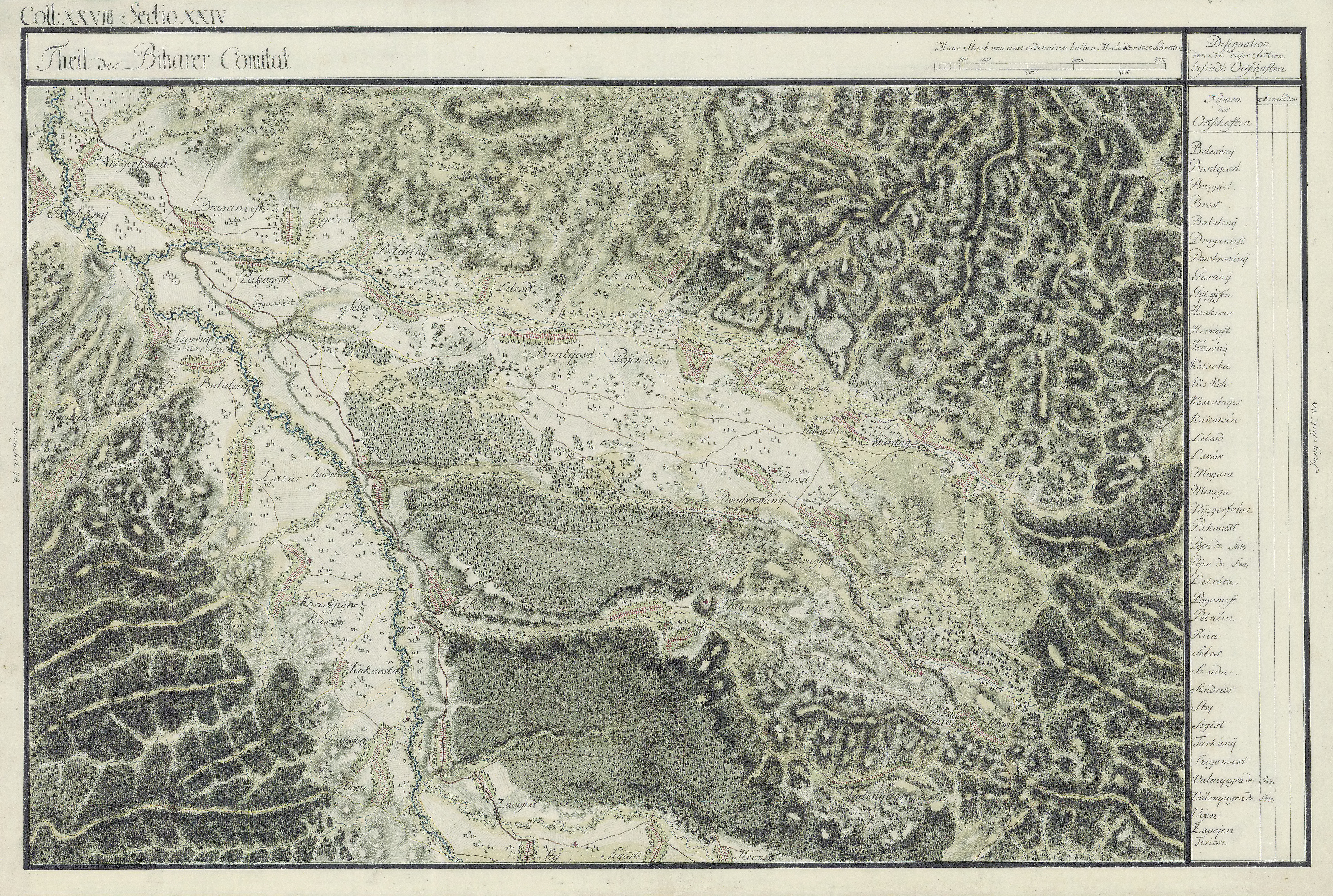
Lelesd egy régi térképen

- Görög keleti temploma